# 플라니차

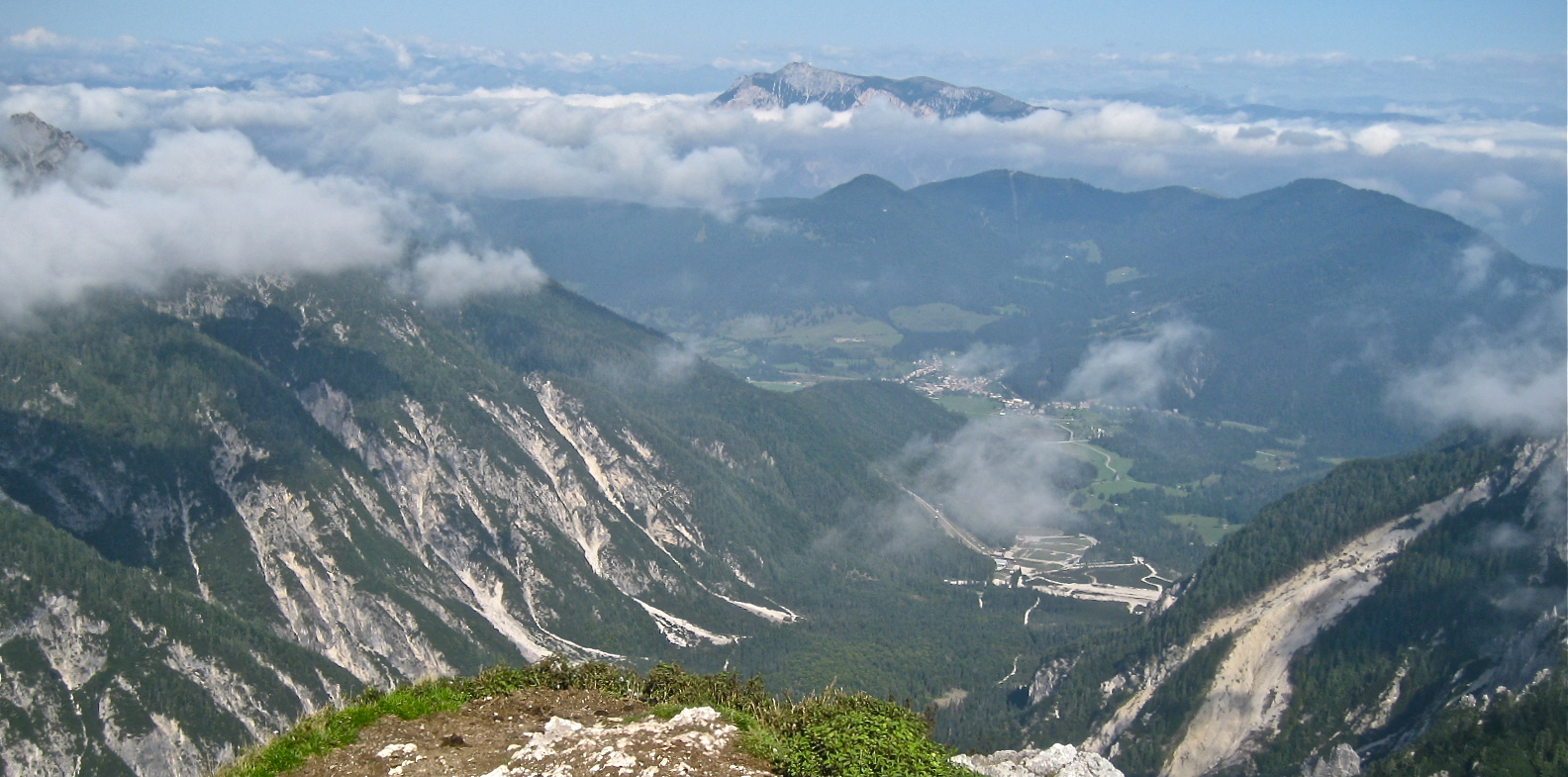
슬레메노바 슈피차(Slemenova špica)산에서 바라본 플라니차

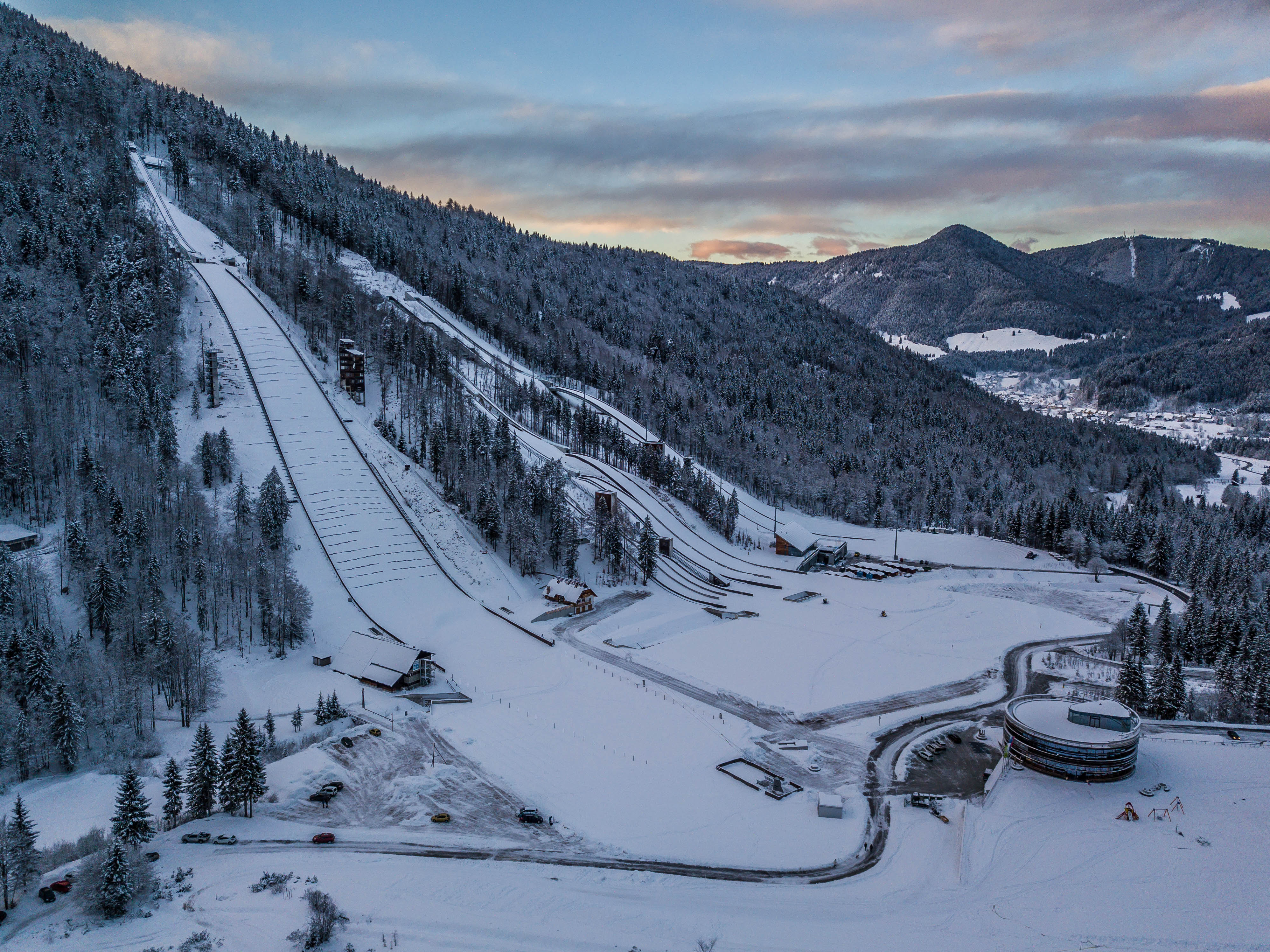
노르딕스키 센터(Nordijski center) 전경, 2017년

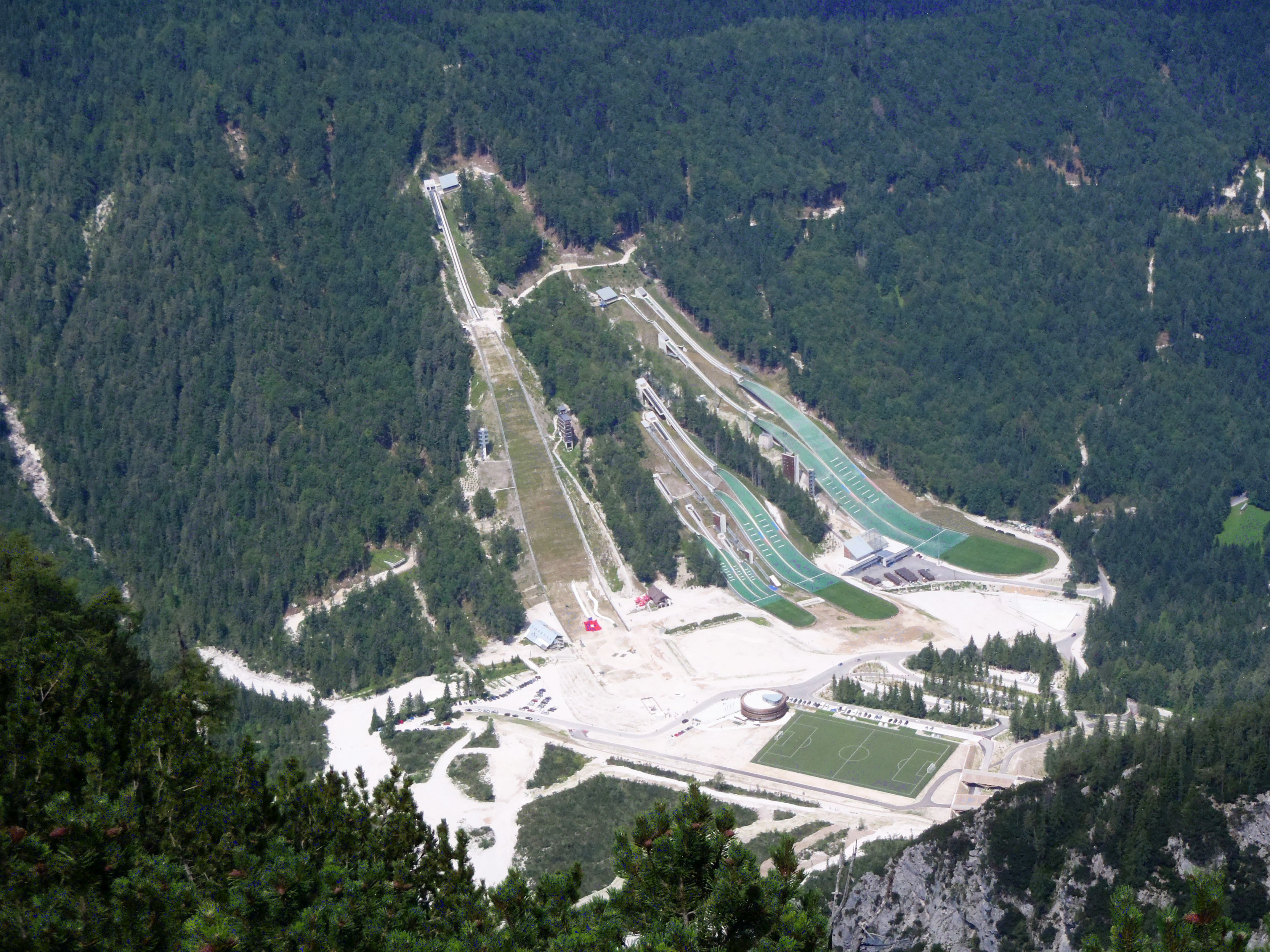
치프르니크(Ciprnik)산에서 바라본 플라니차

플라니차(슬로베니아어: Planica)는 슬로베니아의 북서부 지방에 있는 알프스 골짜기이다. 플라니차는 스키점프로 유명한데 1930년대에 첫번째 스키점프대가 폰체산(슬로베니아어: Ponce)에 지어졌다고한다.